# Textualität
Unter Textualität versteht man in der Textlinguistik die Eigenschaft, ein Text zu sein. Verschiedene Kriterien der Textualität unterscheiden also Texte von sogenannten „Nicht-Texten“. Eine einheitliche, in der Sprachwissenschaft allgemein anerkannte Definition von „Text“ existiert bislang nicht.
Auch im alltäglichen Sprachgebrauch werden nur solche sprachlichen Äußerungen als Text bezeichnet, die bestimmte Kriterien erfüllen. Diese Art der Feststellung von Textualität beruht in etwa auf folgender Definition: Ein Text ist eine abgeschlossene, schriftliche oder potentiell schreibbare sprachliche Äußerung, die aus mehreren (vollständigen oder unvollständigen) Sätzen besteht, die miteinander in inhaltlichem und formalem Zusammenhang stehen.

## Textualität aus sprachsystematischer und kommunikationsorientierter Sicht
Ziel der sprachsystematischen Betrachtung von Texten ist die Erarbeitung einer Textgrammatik, die einen Text als komplexes sprachliches Zeichen versteht und seine satzübergreifende sprachliche Struktur untersucht.
Kommunikationssorienterte Ansätze berücksichtigen stärker auch solche Einflüsse, die aus der Kommunikationssituation erwachsen, in der ein Text entsteht oder verwendet wird (sogenannte textexterne Faktoren). Dadurch sind sie oft nützlicher als sprachsystematische Betrachtungen, um Eigenschaften des Textes zu erklären, die nicht auf Eigenschaften einzelner Textteile zurückgeführt werden können. Auf der Grundlage der Sprechakttheorie geht man hier davon aus, dass ein Text eine sprachliche Handlung darstellt, die einen bestimmten Zweck erfüllen soll.
Klaus Brinker erläutert, dass sich in der Geschichte der Linguistik der Textbegriff von einer sprachsystematisch ausgerichteten Textlinguistik, die sich auf eine strukturalistische Linguistik und die generative Transformationsgrammatik bezieht, hin zu einer kommunikationsorientierten Textlinguistik vor dem Hintergrund pragmatischer Zugänge orientiert hat.

## Textualitätskriterien nach de Beaugrande und Dressler
Grundlage vieler Textdefinitionen und Diskussionen über den Textbegriff sind die 1981 von Robert-Alain de Beaugrande und Wolfgang U. Dressler aufgestellten Textualitätskriterien. Sie definieren einen Text als „kommunikative Okkurrenz (…), die sieben Kriterien der Textualität erfüllt. Wenn irgendeines dieser Kriterien als nicht erfüllt betrachtet wird, so gilt der Text als nicht kommunikativ. Daher werden nicht-kommunikative Texte als Nicht-Texte behandelt.“ (De Beaugrande / Dressler, 1981, S. 3.)
Die sieben textkonstitutiven Prinzipien von Texten sind nach de Beaugrande/Dressler:
1. Textkohäsion
2. Textkohärenz
3. Intentionalität
4. Akzeptabilität
5. Informativität
6. Situationalität und
7. Intertextualität.

Heinz Vater kritisiert die von de Beaugrande/Dressler vorgenommene Definition, indem er etwa darauf hinweist, dass diese impliziere, man könne anhand der sieben textkonstitutiven Merkmale scharf zwischen Texten und Nicht-Texten trennen, was er für äußerst problematisch hält. So sei etwa in einigen Texten das Fehlen von Kohäsion problemlos möglich, und auch die anderen Kriterien seien – mit Ausnahme von Kohärenz – oftmals verzichtbar.
De Beaugrande / Dressler formulieren ferner drei „regulative Prinzipien“ von Texten:
EffizienzEin Text ist umso effizienter, je weniger Aufwand seine Produktion und seine Verarbeitung durch den Adressaten kosten, d. h. je „benutzerfreundlicher“ er ist.
EffektivitätEin Text ist effektiv, wenn er beim Adressaten den gewünschten Eindruck hinterlässt bzw. günstige Voraussetzungen für die Erreichung des Zieles schafft, das der Textproduzent (und möglicherweise auch der Adressat) anstrebt.
AngemessenheitEin Text ist angemessen, wenn er den Kriterien der Textualität genügt und das Verhältnis zwischen Verarbeitungstiefe und Verarbeitungsleichtigkeit ausgewogen ist. Angemessenheit beschreibt somit das Zusammenspiel von Effektivität, Effizienz und Anpassung an die gegebene Kommunikationssituation.